# 6671 Конкарі
6671 Конкарі (6671 Concari) — астероїд головного поясу, відкритий 5 липня 1994 року.
Тіссеранів параметр щодо Юпітера — 3,224.